# Boeing Vertol 360

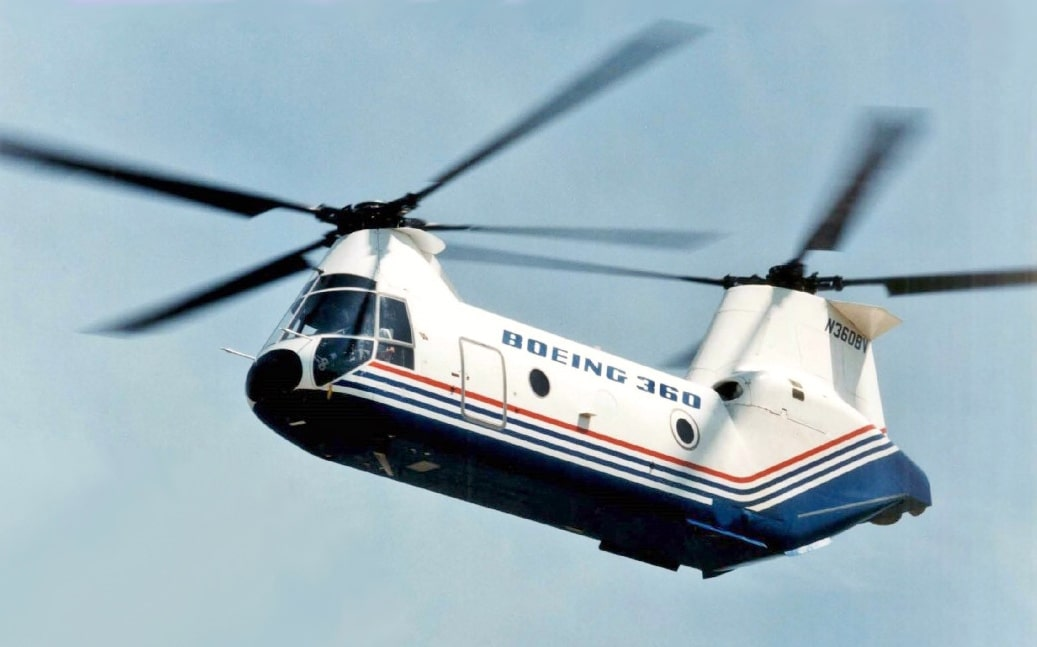
Boeing Vertol 360 en vol d'essai

Le Boeing Vertol 360 est un prototype d'hélicoptère dont le seul exemplaire est sorti des chaînes de montage du constructeur Boeing de Seattle en avril 1987. Cet appareil fait largement appel aux matériaux composites pour la réalisation de ses éléments actifs, il est équipé de deux moteurs Avco-Lycoming AL5512. Son poste de pilotage comporte en outre une verrière étudiée et façonnée par Allied Bendix Aérospace Corp. Il a deux rotors contrarotatifs dont les forces s'annulent ce qui permet un vol stable sans rotor anticouple de queue.
D'une longueur de 15,5 m, cet hélicoptère a une masse de calcul brute de 13 835 kg. L'unique exemplaire produit fut immatriculé N360BV et est aujourd'hui à l'abandon près du centre de tests de vols à Wilmington (Delaware-États-Unis). 